# 警察野球団
警察野球団（けいさつやきゅうだん：韓国語読み キョンチャル・ヤグダン）は、かつて韓国野球委員会（KBOリーグ）の2軍リーグである「フューチャーズリーグ」にのみ参加していた野球チームである。

## 概要・歴史
本拠地は京畿道高陽市徳陽区にある警察野球団球場であった。
大韓民国においては青年が兵役の義務を受けるため、韓国野球委員会に所属するチームの選手であっても、兵役となった場合は一旦選手の活動を中断しなければいけないが、兵役期間でもプレーができるように国軍体育部隊（尚武）で多くの選手がプレーするようになった。
これとは別に、2006年に韓国の警察制度60周年と2004年の兵役不正免除問題の発覚による改善策の一環として、兵役に就きながら野球の試合・練習に従事できる環境を作る事を念頭に韓国警察庁が野球部を結成し、2軍リーグの「フューチャーズリーグ」にのみ加盟するようになった。
その後、兵役制度の改変に伴い2019年に解散が確定し、2018年限りで選手の新規募集を停止した。そのため2019年は選手数が他チームより少なくなり、番外として順位をつけない方式で他チームとフューチャーズリーグで対戦した。
2019年7月上旬に全試合日程を終了し、翌8月に解散となった。

## 出身の現役選手
いずれも所属は当時。
- 1期生（2006 - 2007）：崔炯宇（無所属[2]）
- 2期生（2008 - 2009）：梁義智（斗山）、元鐘玄（LG）、林昶暋（ネクセン）
- 3期生（2010 - 2011）：許敬民、崔在勳（以上斗山）、禹奎珉（LG）
- 4期生（2011 - 2012）：朴健祐（斗山）
- 5期生（2012 - 2013）：李玎燦（LG）、呉太坤、張成宇（以上ロッテ）
- 6期生（2013 - 2014）：該当者なし
- 7期生（2014 - 2015）：金仁泰（斗山）、姜勝淏、任燦圭（以上LG）、姜眞成、李炯範、張現植（以上NC）、韓承澤（ハンファ[3]）
- 8期生（2015 - 2016）：安致弘（起亜）、辛本基、田峻玗（以上ロッテ）
- 9期生（2016 - 2017）：張勝賢（斗山）、金兌勳、李相旼（以上ネクセン）、尹大瑛、金在成（以上LG）、朴正洙（起亜）、洪廷玗（三星)、李寅福（ロッテ）
- 10期生（2017 - 2018）：鄭秀彬（斗山）、林志列（ネクセン）、洪昌基（LG）、金泰珍（NC）、裴梃旲（KT）、朴峻杓（起亜）
- 11期生（2018 - 2019）：徐藝日（斗山）、金振虎、金泰君、金太現（以上NC）、金昊寧、李鎭英（以上起亜）、李聖圭（三星）、金旻洙（ロッテ）